# Eleanor von England

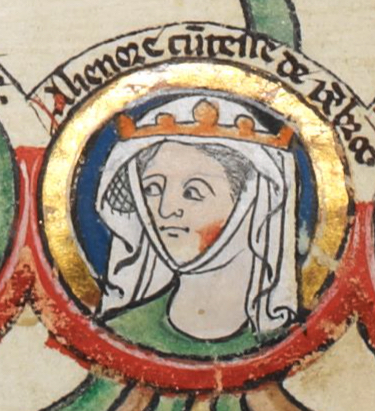
Eleanor von England, zwischen 1300 und 1308

Eleanor von England (* um 1215 in Gloucester, England; † 13. April 1275 im Kloster von Montargis, Frankreich) war eine englische Prinzessin aus dem Hause Plantagenet. Durch Heirat mit William Marshal, dem zweiten Earl of Pembroke, war sie erst Countess of Pembroke und dann durch ihre zweite Ehe mit Simon V. de Montfort Countess of Leicester. Mit ihrem Bruder, dem englischen König Heinrich III., lag sie wegen ihrer finanziellen Versorgung in fast dauerndem Streit. Als sich ihr zweiter Mann Simon an die Spitze einer englischen Adelsrevolte setzte und im offenen militärischen Konflikt mit Heinrich III. lag, unterstützte Eleanor ihren Mann und nicht ihren Bruder.

## Leben

### Kindheit und Zeit als Countess of Pembroke
Eleanor kam als dritte Tochter und damit jüngstes Kind von König Johann Ohneland und seiner Frau Isabella von Angoulême in Gloucester zur Welt. Den Vornamen erhielt sie zu Ehren ihrer Großmutter Eleonore von Aquitanien. Ihr Vater starb, als sie erst ein Jahr alt war. Für ihren noch unmündigen Bruder Heinrich III. übernahm William Marshal die Regentschaft. Unter seiner Leitung wurde der Einmarsch eines französischen Heers unter dem französischen Thronfolger Ludwig beendet und die Eindringlinge von der Insel vertrieben.
Eleanor wurde daraufhin dem verwitweten Sohn des Regenten, ebenfalls mit Namen William, als Frau versprochen, nachdem zuvor drei Jahre lang überlegt worden war, die Prinzessin mit einem ausländischen Prinzen zu verheiraten. Die Hochzeit fand am 23. April 1224 in der Temple Church in London statt. Weil Eleanor zu diesem Zeitpunkt erst neun Jahre alt war, blieb sie noch bis 1229 am Hof ihres Bruders, ehe sie in den Haushalt ihres 25 Jahre älteren Ehemanns zog. In der Folgezeit begleitete sie ihn auf seinen Reisen durch England, Frankreich und Irland.
Der Tod Williams im April 1231 machte Eleanor nach einer kinderlosen Ehe mit nur 16 Jahren zur Witwe. In Gegenwart von Edmund Rich, dem Erzbischof von Canterbury, legte sie danach ein Keuschheitsgelübde ab und schwor, für den Rest ihres Lebens nicht wieder zu heiraten. Aufgrund ihres noch jugendlichen Alters durfte Eleanor ihre finanziellen Angelegenheit nicht selbst regeln, sondern stand wieder unter der Vormundschaft ihres Bruders. Der aber traf 1233 – zwar in ihrem Namen, aber ohne ihre Zustimmung – eine sehr unvorteilhafte Abmachung bezüglich ihrer Witwenversorgung. Von ihrem Schwager Richard Marshal, der ihrem Mann als Earl of Pembroke nachfolgte, sollte sie aus den Einkommen ihrer Witwengüter jährlich 400 Pfund erhalten, obwohl diese Summe nicht einmal einem Viertel der tatsächlichen Einnahmen aus den Besitzungen entsprach. Diese für Eleanor ungünstige Vereinbarung war in späteren Jahren immer wieder der Grund für Streitigkeiten zwischen den Geschwistern.

### Witwenschaft und Zeit als Countess of Leicester
Eleanor bezog nach dem Tod ihres Mannes Intebergh Castle in Kent, ehe Heinrich ihr 1237 Odiham Castle in Hampshire übertrug, das sie zu ihrer Hauptresidenz machte. Sie war in diesen Jahren aber auch oft Gast am Königshof, wo Simon V. de Montfort auf sie aufmerksam wurde. Eleanor und er heirateten am 7. Januar 1238 mit der Einwilligung Heinrichs III. heimlich in der King’s Chapel von Westminster Abbey. Die Ehe der beiden wurde noch einige Monate geheim gehalten, denn eigentlich hätte Heinrich gemäß der Magna Carta die Zustimmung der führenden englischen Adelsvertreter, der sogenannten barons, zu dieser Verbindung einholen müssen. Irgendwann wurde diese jedoch publik. Eine Adelsopposition unter ihrem Anführer, dem Bruder des Königs, Richard von Cornwall, behauptete, die Ehe sei nicht gültig, da die Zustimmung der barons dazu fehlte. Die katholische Kirche zweifelte hingegen die Gültigkeit der Eheschließung an, weil Eleanor kurz nach dem Tod ihres ersten Mannes ein Keuschheitsgelübde abgelegt hatte. Simon de Montfort unternahm jedoch eine Pilgerfahrt nach Rom und konnte dort beim Papst – nicht zuletzt durch hohe Geldspenden – die nachträgliche Bestätigung seiner Ehe erreichen. Aufgrund der ständigen Anfeindungen, denen Eleanor während der Abwesenheit ihres Mannes am englischen Königshof ausgesetzt war, zog sie nach Kenilworth Castle um und lebte dort sehr zurückgezogen. Die Burg hatte Heinrich III. dem Paar als Entschädigung für Eleanors viel zu niedrige Witwenrente und als Ausgleich dafür, dass er sie ohne Mitgift in die zweite Ehe gegeben hatte, zugebilligt.
Eleanors Mann stand nach seiner Rückkehr aus Rom beim König hoch in der Gunst, doch das änderte sich schlagartig im August 1239. Heinrich III. behauptete öffentlich, dass Eleanor vor der Hochzeit von Simon verführt worden sei und er nur deshalb seine königliche Einwilligung zur Heirat der beiden gegeben habe. Für diese Anschuldigung, die Heinrich in wütendem Zustand von sich gegeben hatte, gab es nicht den geringsten Beweis, vielmehr ist davon auszugehen, dass Simon de Montfort seinen aufbrausenden Schwager dadurch verärgert hatte, dass er ihn ungefragt als Bürgen für seine hohen Schulden benannt hatte. Das Ehepaar sah sich gezwungen, vor der Wut des Monarchen nach Frankreich – möglicherweise nach Montfort – zu fliehen, obwohl Eleanor zu dieser Zeit schwanger war. Ihre Abreise geschah derart übereilt, dass sie sogar ihren erstgeborenen Sohn Henry in England zurücklassen mussten.
Anlässlich des Kreuzzugs der Barone begleitete Eleanor ihren Mann und ihren Bruder Richard von Cornwall auf deren Weg durch Frankreich nach Marseille, wo sie an Bord gingen. Während ihr Bruder direkt nach Palästina fuhr, machten sie und ihr Mann einen Zwischenhalt im italienischen Brindisi, um ihren Schwager Kaiser Friedrich II. zu besuchen. Simon reiste danach ebenfalls nach Palästina weiter und Eleanor kehrte allein nach England zurück. Der Streit zwischen ihrem Ehemann und ihrem Bruder wurde 1242 beigelegt, sodass sie nach England zurückkehren konnte. Sie blieb jedoch nicht lange auf der Insel, sondern begleitete die beiden noch im gleichen Jahr auf einen Feldzug nach Frankreich. Auch in den folgenden Jahren hielt sich Eleanor oft in Frankreich auf, denn ab 1247 fungierte Simon als Seneschall der Gascogne und vertrat damit den englischen König in diesem Landstrich. Während dieser Zeit war sie auch oft Gast am Hof des französischen Königs Ludwig IX. und seiner Frau Margarete von der Provence. Daraus resultierte eine lebenslange Freundschaft, die Eleanor später noch oft zum Vorteil gereichen sollte. Mehrmals trat das Königspaar als Vermittler zwischen Eleanor und ihrem Bruder auf, wenn sich die beiden wieder einmal über die zu niedrigen finanziellen Witweneinkünfte der Königsschwester stritten. Und dies war sehr häufig der Fall, denn die Prinzessin besaß das gleiche aufbrausende Temperament wie ihr Bruder. Durch Briefe des Franziskaners Adam Marsh, der Eleanors Beichtvater war, ist überliefert, dass sie leicht erregbar und sehr streitlustig war. Marsh erwähnte auch ihren extravaganten und kostspieligen Geschmack, der sie in fast permanente finanzielle Schwierigkeiten brachte. Um Heinrich dazu zu bringen, ihr weitere Entschädigungen für die Benachteiligung in Sachen Witwenrente zu zahlen, schreckte sie auch nicht vor Erpressung zurück. So blockierte sie lange Zeit den Abschluss des Vertrags von Paris, indem sie sich weigerte, auf angevinische Territorien zu verzichten. Der Anspruch darauf resultierte aus dem Erbe ihrer Großmutter Eleonore von Aquitanien, die große Territorien auf dem französischen Festland in die Ehe mit Heinrich II. von England und somit an das Haus Plantagenet gebracht hatte. Der Verzicht auf diese Ansprüche sämtlicher Erben Eleanors waren jedoch ein zentraler Punkt im Friedensvertrag zwischen England und Frankreich. Erst als Heinrich III. mehrere ausstehende Zahlungen getätigt und eine große Geldsumme als Sicherheit für zukünftige Zahlungen beim französischen König hinterlegt hatte, unterschrieb Eleanor den Verzicht auf ihr Erbe.
Ab 1254 war ihr Mann der Kopf einer Adelsrevolte gegen Heinrich III. und befand sich mit ihm in offenem militärischen Konflikt. Als Simon schließlich 1265 in der Schlacht von Evesham unterlag und umkam, organisierte Eleanor die anstehende Verteidigung von Dover Castle gegen königstreue Truppen, doch die Burg wurde im Oktober von Prinz Edward erobert. Sämtliche Besitzungen Eleanors wurden von der Krone konfisziert, ehe sie von ihrem Bruder verbannt wurde und gemeinsam mit ihrer Tochter Eleanor ins Exil nach Frankreich gehen musste. Allerdings gelang es ihr zuvor noch, zwei ihrer Söhne, Richard und Amaury, im September des Jahres mit einer größeren Summe Geldes ausgestattet nach Frankreich zu schicken, um auf diese Weise zumindest einen kleinen Teil ihres Eigentums dem Zugriff ihres Bruders zu entziehen. Auf Fürsprache Ludwigs IX. gewährte Heinrich III. seiner Schwester im Jahr 1267 jedoch eine Entschädigung für die beschlagnahmten Ländereien und Güter.
Eleanor verbrachte ihre letzten Jahre im Dominikanerkloster von Montargis, das eine Gründung ihrer Schwägerin Amicia de Montfort war. Dort verstarb sie 1275 und wurde auf dem Klostergelände begraben.

## Nachfahren
Eleanors erste Ehe mit William II. Marshal blieb kinderlos. Aus der zweiten Ehe mit Simon de Montfort gingen insgesamt sieben Kinder hervor:
1. Henry (November 1238–1265)
2. Simon (April 1240–1271)
3. Amaury, Kanoniker in York (1242/1243–1300)
4. Guy, Graf von Nola (1244–1288), ⚭ Margherita Aldobrandeschi
5. eine als Kind verstorbene Tochter (1248–1251)
6. Richard (1252–1266)
7. Eleanor (1258–1282), ⚭ 1278 Llywelyn ap Gruffydd

## Geschichtliche Bedeutung
Für die Geschichtsschreibung ist Eleanor von England aus zwei Gründen von besonderem Interesse. Zum einen ist aus dem Jahr 1265 eine sechsmonatige Buchführung ihres Haushalts erhalten geblieben. Sie stellt nicht nur eine wichtige Quelle für Lebensstil, Sitten und Gewohnheiten an englischen Adelshöfen des Mittelalters dar, sondern dokumentiert auch sehr ausführlich Eleanors letzte Monate in England, ehe sie nach dem Tod ihres Mannes ins Exil nach Frankreich gehen musste. Zum anderen wurde Eleanors Name nach ihrer Volljährigkeit immer wieder in offiziellen Staatsdokumenten erwähnt, was beweist, dass sie ihre finanziellen Interessen selbst wahrnahm und sich in diesen Dingen nicht von ihrem zweiten Mann Simon V. de Montfort vertreten ließ. Dieses Vorgehen war für eine Frau ihrer Zeit sehr außergewöhnlich, auch wenn sie von solch hohem Stand wie Eleanor war.